# Alejandro Soler Mur
Alejandro Soler Mur (Elche, 30 de septiembre de 1972) es un político español del Partido Socialista de la Comunidad Valenciana.

## Biografía
Nacido en Elche en 1972, es licenciado en Derecho. Ingresó en el PSOE en 1992, organización en la que permanece a día de hoy. El 26 de julio de 2018 tomó posesión como director general la Entidad Pública Empresarial de Suelo (SEPES), dependiente del Ministerio de Fomento.

## Actividad Institucional
Es concejal del ayuntamiento de su ciudad natal desde 1995, donde desempeñó diversas responsabilidades entre las que cabe destacar las de Primer Teniente de Alcalde y concejal de Hacienda, Seguridad Ciudadana, Deportes, Cultura, Fomento y Patrimonio. 
Tras las elecciones municipales de mayo de 2007, Alejandro Soler tomó el relevo del veterano Diego Maciá Antón como alcalde de Elche, cargo que ocupó hasta las elecciones locales del año 2011, donde perdió la confianza de los votantes por un estrecho margen (6000 votos). La alcaldía de Elche pasó entonces a manos del Partido Popular por primera vez desde la recuperación de la democracia, siendo proclamada alcaldesa Mercedes Alonso García. Posteriormente fue concejal y Presidente del Grupo Municipal Socialista del Ayuntamiento de Elche (Corporación 2011-2015), cargo que simultaneó con el de Portavoz en el Grupo Socialista de la Diputación Provincial de Alicante. 
El 26 de julio de 2018 tomó posesión como director general la Entidad Pública Empresarial de Suelo (SEPES), dependiente del Ministerio de Fomento.

## Actividad en el PSPV-PSOE
Desde febrero de 2012, fue además vocal de la Comisión Ejecutiva Federal del Partido Socialista Obrero Español, tras celebrarse el XXXVIII Congreso del PSOE, en el cual Alfredo Pérez Rubalcaba fue elegido secretario general del partido, cargo que desempeñó hasta el siguiente Congreso, celebrado el 20 de julio de 2014.
Alejandro Soler se ha presentado a ser candidato a la Secretaría General del PSPV-PSOE en la provincia de Alicante el 27 de noviembre de 2021 en el Centro de Congresos 'Ciutat d'Elx'. Ganó las primarias y es ahora es Secretario General del PSPV-PSOE de la provincia de Alicante desde el IV Congreso Provincial del 05/02/2022.
- Datos: Q2893371